# Wybory prezydenckie w Mołdawii w 2009 roku (listopad-grudzień)
Wybory prezydenckie w Mołdawii w listopadzie i grudniu 2009 roku – wybory pośrednie, przeprowadzone przez Parlament Republiki Mołdawii, mające na celu wyłonienie nowego szefa państwa. Początkowo planowane na 23 października 2009, zostały przełożone na 10 listopada 2009. Były drugimi wyborami prezydenckimi w ciągu roku.
W pierwszej turze głosowania, 10 listopada 2009, kandydat rządzącej koalicji, Marian Lupu, nie uzyskał wymaganej do wyboru liczby głosów. W drugiej i ostatecznej turze głosowania, 7 grudnia 2009, Lupu zdobył identyczną liczbę głosów poparcia, 53 na 61 wymaganych. Głosowanie w obu przypadkach zbojkotowali deputowani PKRM. Niezdolność parlamentu do wyboru szefa państwa spowodowała konieczność przeprowadzenia nowych wyborów parlamentarnych w 2010.

## Droga do wyborów
Mołdawia od wiosny 2009 pozostaje w przeciągającym się kryzysie politycznym. W maju i w czerwcu 2009, podczas dwóch rund wyborów prezydenckich, parlament nie był w stanie wybrać nowego prezydenta. Partii Komunistów Republiki Mołdawii (PKRM) zabrakło 1 głosu do wyboru jej kandydatki na najwyższy urząd w państwie. W obliczu niewyłonienia nowego prezydenta, p.o. głowy państwa Vladimir Voronin, zgodnie z konstytucją, rozpisał nowe wybory parlamentarne. Wybory te wygrała koalicja czterech, dotychczas opozycyjnych partii (Sojusz na rzecz Integracji Europejskiej), co umożliwiło jej odsunięcie od władzy PKRM i stworzenie własnego rządu na czele z Vladem Filatem.

## Organizacja wyborów
Zgodnie z konstytucją Mołdawii, wyboru prezydenta dokonuje parlament większością co najmniej 3/5 głosów (co najmniej 61 ze 101). W wyborach parlamentarnych z lipca 2009 Sojusz na rzecz Integracji Europejskiej zdobył 53 mandaty, a PKRM pozostałe 48. Podobnie jak w przypadku wyborów prezydenckich z maja/czerwca 2009, wyniki te uniemożliwiają dwóm blokom samodzielny wybór prezydenta. 11 września 2009 z funkcji p.o. prezydenta zrezygnował Vladimir Voronin, co oznaczało konieczność wyboru nowego szefa państwa przez parlament w ciągu 2 miesięcy.
7 października 2009 parlament powołał specjalną komisję ds. organizacji wyborów oraz wyznaczył ich datę na 23 października 2009. W skład komisji weszło 3 członków PKRM oraz po jednym z Partii Liberalnej, Partii Liberalno-Demokratycznej, Partii Demokratycznej i Partii Sojusz Nasza Mołdawia. Zadaniem komisji było zatwierdzenie kandydatur zgłoszonych do elekcji, ustalenie tekstu na kartach do głosowania, rozpoczęcie głosowania i następnie zliczenie głosów.
6 października 2009 przewodniczący KPRM Vladimir Voronin oświadczył, że jego partia nie wysunie do udziału w wyborach własnego kandydata oraz nie weźmie udziału w samym głosowaniu w parlamencie. Niedokonanie wyboru prezydenta oznaczałoby konieczność rozwiązania parlamentu i organizacji kolejnych wyborów parlamentarnych na początku 2010.
8 października 2009 Marian Lupu został pierwszym oficjalnym kandydatem do urzędu prezydenta, zgłoszonym przez 26 deputowanych Sojuszu na rzecz Integracji Europejskiej. Termin końcowy zgłaszania kandydatur ustalono na 17 października 2009. Wskutek zgłoszenia tylko jednej kandydatury (Mariana Lupu), komisja ds. organizacji wyborów anulowała przyjęty termin wyborów i zwróciła się do parlamentu o wyznaczenie nowej daty głosowania. Według wykładni Sądu Konstytucyjnego (ale nie konstytucji), wybór prezydenta musiał nastąpić spośród dwóch zgłoszonych wcześniej kandydatur.
29 października 2009 parlament zatwierdził nową procedurę wyboru prezydenta. Nowe prawo, przyjęte głosami rządzącej koalicji, umożliwiało wybór prezydenta nawet w przypadku zgłoszenia tylko jednej kandydatury. Ustanawiało wymagane kworum na poziomie 3/5 liczby parlamentarzystów, a w przypadku niewybrania prezydenta w pierwszym głosowaniu, przewidywało termin drugiego głosowania w ciągu 30 kolejnych dni. W przypadku niewybrania szefa państwa również w drugim głosowaniu, wskazywało na konieczność rozwiązania parlamentu, jednak nie więcej niż raz w ciągu roku. Nowe przepisy w praktyce umożliwiły wydłużenie procesu wyboru prezydenta poza obowiązującą datę 11 listopada 2009.

## I tura wyborów
3 listopada 2009 parlament wyznaczył nową datę wyborów na 10 listopada 2009, na jeden dzień przed końcowym terminem przewidzianym przez prawo. Parlamentarna komisja ds. organizacji wyborów wyznaczyła czas na zgłaszanie kandydatur do 6 listopada 2009. Pozostawiła przy tym w mocy poprzednie zgłoszenie Mariana Lupu jako kandydata rządzącej koalicji. KPRM podtrzymała swoje wcześniejsze stanowisko i ogłosiła, że nie zgłosi własnego kandydata oraz nie weźmie udziału w głosowaniu.
Podobnie jak wcześniej, również i tym razem Lupu został jedynym kandydatem zgłoszonym do wyborów, jednak zmiana prawa wyborczego umożliwiła przeprowadzanie głosowania w parlamencie. 10 listopada 2009 kandydaturę Mariana Lupu poparło 53 deputowanych Sojuszu na rzecz Integracji Europejskiej. Do wyboru zabrakło mu 8 głosów. 48 deputowanych KPRM w całości zbojkotowało głosowanie. Druga i ostateczna tura głosowania, zgodnie z prawem, musiała odbyć w ciągu miesiąca. W przypadku braku rozstrzygnięcia, przewodniczący parlamentu zmuszony był rozwiązać parlament. Zgodnie z nowym prawem, mógł to jednak uczynić najwcześniej w rok po ostatnim rozwiązaniu izby, czyli nie wcześniej niż po 16 czerwca 2010.

## II tura wyborów
Pod koniec listopada parlament wyznaczył datę II tury wyborów prezydenckich na 7 grudnia 2009. Termin zgłaszania kandydatur upływał 3 grudnia 2009. Do tego czasu zgłoszona została tylko kandydatura Mariana Lupu.
II tura wyborów przebiegła według identycznego scenariusza jak poprzednia. Deputowani PKRM zbojkotowali głosowanie, a Lupu otrzymał 53 głosy od czterech partii rządzących. Porażka i niedokonanie wyboru głowy państwa oznaczało rozpisanie nowych wyborów parlamentarnych w 2010.